# Syrrusoides lecordieri
Syrrusoides lecordieri är en fjärilsart som beskrevs av François Louis Nompar de Caumont de Laporte 1972. Syrrusoides lecordieri ingår i släktet Syrrusoides och familjen nattflyn. Inga underarter finns listade i Catalogue of Life.